# 대한민국 국민안전처
국민안전처(國民安全處, Ministry of Public Safety and Security, 약칭: 안전처, MPSS)는 안전 및 재난에 관한 정책의 수립·운영 및 총괄·조정, 비상대비, 민방위, 방재, 소방, 해양에서의 경비·안전·오염방제 및 해상에서 발생한 사건의 수사에 관한 사무를 관장하는 대한민국의 옛 중앙행정기관이다. 2014년 11월 19일 행정자치부를 개편하여 발족하였으며, 2017년 7월 26일 행정안전부로 개편되면서 폐지되었다.

## 설치 근거 및 소관 사무

### 설치 근거
- 「정부조직법」 제22조의2제1항

### 소관 사무
- 안전 및 재난에 관한 정책의 수립·운영 및 총괄·조정
- 비상대비에 관한 사무
- 민방위에 관한 사무
- 방재에 관한 사무
- 소방에 관한 사무
- 해양에서의 경비·안전 ·오염방제 및 해상에서 발생한 사건의 수사에 관한 사무

## 연혁
- 2014년 11월 19일: 안전행정부로부터 안전 및 재난에 관한 정책의 수립ㆍ총괄ㆍ조정과 비상대비ㆍ민방위 제도에 관한 사무를, 해양수산부로부터 해상교통관제센터에 관한 사무를, 소방방재청의 소관사무, 그리고 해양경찰청으로부터 해양에서의 경찰 및 오염방제에 관한 사무를 이관받아 국무총리 직속 국민안전처를 설치.
- 2016년 4월: 행정중심복합도시로 1단계 이전 실시.
- 2017년 7월 26일: 행정안전부, 소방청, 해양경찰청으로 개편되면서 폐지.

## 조직

### 장관
대변인
- 홍보담당관[5]

장관정책보좌관
| - 운영지원과 안전감찰관 - 감사담당관 - 안전감찰담당관 기획조정실 - 정책기획관 - 기획재정담당관 - 창조행정담당관 - 국제협력담당관 - 규제개혁법무담당관 - 정보통계담당관 중앙재난안전상황실 - 상황담당관 - 상황총괄담당관 - 소방상황센터장 - 해양경비안전상황센터 안전정책실 - 안전총괄기획관 - 안전기획과 - 안전제도과 - 안전사업조정과 - 재난안전산업과 - 생활안전정책관 - 안전개선과 - 안전점검과 - 안전문화교육과 - 승강기안전과 재난관리실 - 재난예방정책관 - 예방총괄과 - 재난경감과 - 기후변화대책과 - 지진방재정책과 - 지진방재관리과 - 재난대응정책관 - 재난관리총괄과 - 자연재난대응과 - 사회재난대응과 - 재난자원관리과 - 재난정보통신과 - 재난복구정책관 - 복구총괄과 - 재난구호과 - 재난보험과 특수재난실 - 담당관 - 특수재난지원관 - 조사협업관 - 민관합동지원관 비상대비정책국 - 비상대비민방위심의관 - 비상대비기획과 - 비상대비자원과 - 비상대비훈련과 - 민방위과 - 위기관리지원과 - 중앙민방위경보통제센터 | 소방조정관 소방정책국 - 소방정책과 - 소방제도과 - 방호조사과 - 소방산업과 119구조구급국 - 119구조과 - 119구급과 - 119생활안전과 - 소방장비항공과 해양경비안전조정관 해양경비국 - 해양경비안전총괄과 - 해양경비과 해양구조안전국 - 해양안전수상레저과 - 해양수색구조과 - 해상교통관제과 해양오염방제국 - 방제기획과 - 기동방제과 - 해양오염예방과 해양장비기술국 - 해양장비기획과 - 해양장비관리과 - 해양항공과 - 해양정보통신과 |

## 역대 장·차관

### 국민안전처 장관
| 정부        | 대수 | 이름           | 임기                               | 비고 |
| ----------- | ---- | -------------- | ---------------------------------- | ---- |
| 박근혜 정부 | 초대 | 박인용(朴仁鎔) | 2014년 11월 19일 ~ 2017년 7월 25일 |      |

### 국민안전처 차관
| 정부        | 대수 | 이름           | 임기                              | 비고 |
| ----------- | ---- | -------------- | --------------------------------- | ---- |
| 박근혜 정부 | 초대 | 이성호(李聖浩) | 2014년 11월 19일 ~ 2017년 6월 6일 |      |
| 문재인 정부 | 2대  | 류희인(柳熙寅) | 2017년 6월 7일 ~ 2017년 7월 25일  |      |

## 비판 및 논란

### 소방 조직의 문제
육상 재난의 대응 조직인 소방 조직이 국가와 지방으로 이원화되어 있어 '반쪽'이라는 비판이 있다. 또한 안행부 관계자는 "외국도 소방은 지방자치단체 업무로 소방직 공무원의 국가직 전환은 비효율적이라 본다. 다만 지방 소방조직에 대한 국가 재정 지원은 연구되어야 할 것"이라고 밝혔다. 이에 새정치민주연합의 유대운 의원은 "국가안전처에서 일사불란한 지휘 체계가 형성될 수 있을지 걱정"이라며 "정부 고민이 너무 없는 졸속 법안으로 안행부 장관에서 국가안전처 장관으로 바뀌는 것 이상의 의미가 없다고 본다"고 발언했다.
2014년 11월에 유출된 국민안전처의 조직도에 따르면 대표적인 재난직 공무원인 소방공무원에 대한 배려가 없고, 행정직 위주의 조직으로 구성되었다. 안전행정부는 "유출된 조직도는 안전행정부가 만든 것이 아니며, 조직개편은 협의 과정에서 변동될 수 있다"고 말했다.

### 재난 대응의 문제
대형재난시 국가안전처장이 아닌 국무총리가 중앙재난안전대책본부를 지휘하도록 한 것은 '대형재난'의 기준이 모호해 지휘체계에 혼란이 일 수 있다는 비판이 있다. 이에 대해 정부는 "대형재난이냐 아니냐를 계량화 하기는 어렵다"면서 "시행령을 통해 정확히 할 것이며 인명피해를 유발하는 복합재난, 해양과 같은 대규모 피해 발생시가 될 것"이라고 설명했다.

### 해양 경비의 문제
해양경찰청이 해체되면서 독도 등 해상안보에 대한 공백이 일어날 수 있다는 주장이 있다. 해경이 해체되고 국가안전처가 신설되는 동안 해경을 대신해 안보를 책임질 조직이 없다는 지적이 있다. 익명의 정치전문가는 "조직을 새롭게 구성하는 것이 그리 쉽지 않을 것"이라고 주장했고, 유기준 새누리당 의원은 "해경 기능 중에 중국 불법어선 단속이나 독도 경비가 있다"면서 "해경이 해체돼도 해안경비대를 하나 만드는게 어떨까 싶다"고 제안했다. 하지만 박근혜 대통령이 대국민 담화에서 국가안전처 신설 계획에서 발표했듯이 해경의 수사, 정보기능은 경찰청으로, 해양 구조, 구난 업무와 해양 경비 업무는 해경이 해체되고 국가안전처 산하로 신설되는 해양안전본부에서 맡게 된다. 해경에서 수사, 정보 기능만 경찰청으로 이관되고 나머지 해양 구난, 구조 업무와 해양 경비 임무 및 인력들은 해양안전본부로 이관된다.

### 총리 소속 문제
김종대 《디펜스21》 편집장은 "박근혜 대통령이 세월호 침몰 사고 발생 다음날 진도군에 내려가 사실상 총리가 해야하는 모든 사항을 지시했다"면서 "대통령 중심제 아래 총리의 권한이 제대로 보장이 안되는 상황에서 총리와 국가안전처장에게 재난 대응 책임을 맡기는 것은 무책임하다"고 주장했다.
또한 류희인 전 국가안전보장회의 사무차장은 "통합된 안보 개념 아래 '청와대가 머리, 부처가 몸통, 관련기관이 손발'이 되어야 한다"면서 "청와대가 배제된 지금 구상대로라면 결국 국가안전처도 안전행정부보다 조금 나은 수준이 될 것"이라고 주장했다.
이에 대해 청와대는 "재난발생시 범부처 차원의 신속하고 종합적인 대응이 중요하고, 현장 집행적 셩격도 강하다"면서 내각의 팀장격인 총리 산하에 설치하는 것이 필요하다고 밝히면서 "국가안보와 재난 관리를 통합 수행하면 안보와 재난의 전문성 차이로 시너지 효과가 미흡하고, 오히려 재난분야가 위축될 우려가 있다"고 설명했다. 그러면서 "사회재난과 자연재난 기능을 통합해 일원화하여 총리의 컨트롤타워 기능을 강화한 것"이라고 말했다.

### 소방관 피복 검사 논란
국민안전처는 불량 방화복이 납품되었다며 사용을 중지시키고 이후 국민안전처는 납품업체를 고발하면서 "미인증 제품을 조사한 적이 없다"고 발표했지만, 실제로는 수거하여 성능에 문제가 없다는 것을 확인하였다. 업체들은 국민안전처가 이러한 결과를 확인하고도 언론에 알리지 않아 피해를 보고 있다고 주장했다.

### 본부의 인사권 및 예산권 독립 문제
새누리당과 새정치민주연합은 정부조직법을 통과시키면서 각 본부의 인사권과 독립권을 보장하기로 합의하였다. 그러나 박남춘 새정치민주연합 의원은 "각 본부의 기획조정관이나 기획예산계가 없다"며 "예산권과 인사권을 가진 부서가 없는데 어떻게 인사권과 예산권을 행사하겠느냐"고 밝혔다.

## 같이 보기
- 대한민국 정부
- 대한민국 안전행정부
- 미국 국토안보부
- 대한민국 행정안전부
- 대한민국의 소방